# Vecsérd
Vecsérd románul: Vecerd, falu Romániában, Erdélyben, Szeben megyében.

## Fekvése
Szentágotától nyugatra, Mártonfalva délkeleti szomszédjában fekvő település.

## Története

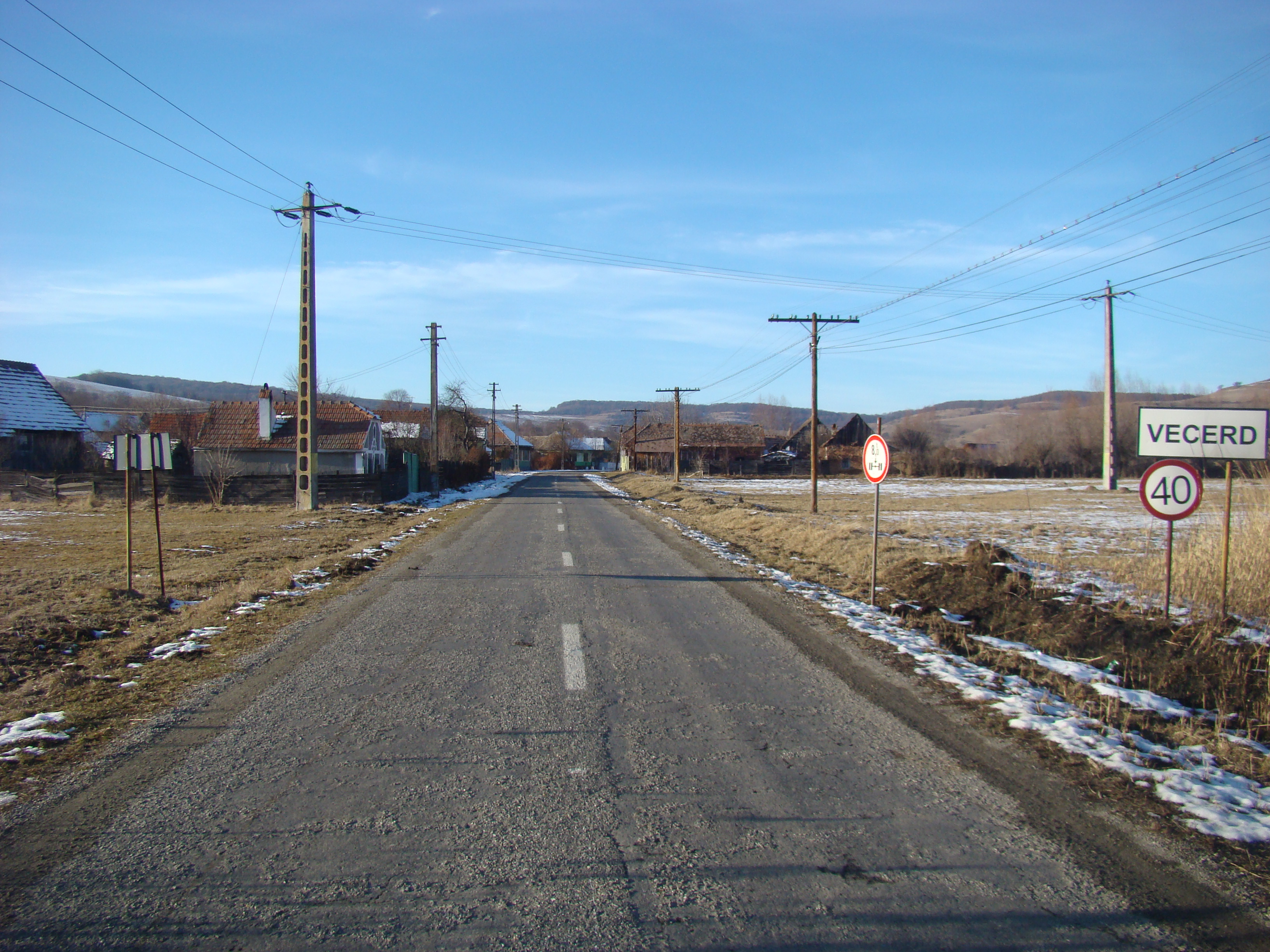
Vecsérd

Vecsérd nevét 1337-ben említette először oklevél t/p. Wecheerd, majd 1347-ben p. Wecheerd néven.
További névváltozatai: 1366-ban Vecherd, Wecherd, 1428-ban Wecher, 1586-ban Vecsierd, 1733-ban Vecser, 1750-ben  Vecserd, 1760–1762 között Vetserd, 1805-ben Vetsérd, 1808-ban és 1861-ben Vecsérd, 1888-ban Vecsérd (Vecerdu), 1913-ban Vecsérd.
1536-ban egy oklevél leírása szerint Ferenc doktor musnai plébános Mártontelke, Weecheerd és Bürkös birtokbeli részeit, amelyeket Kozárvári László feleségétől Katalintól vásárolt, 600 Ft-ért eladta Tomori Miklósnak.
A trianoni békeszerződés szerint Nagy-Küküllő vármegye Szentágotai járásához tartozott.
1910-ben 653 lakosából 649 román volt. Ebből 178 görögkatolikus, 471 görög keleti ortodox volt.

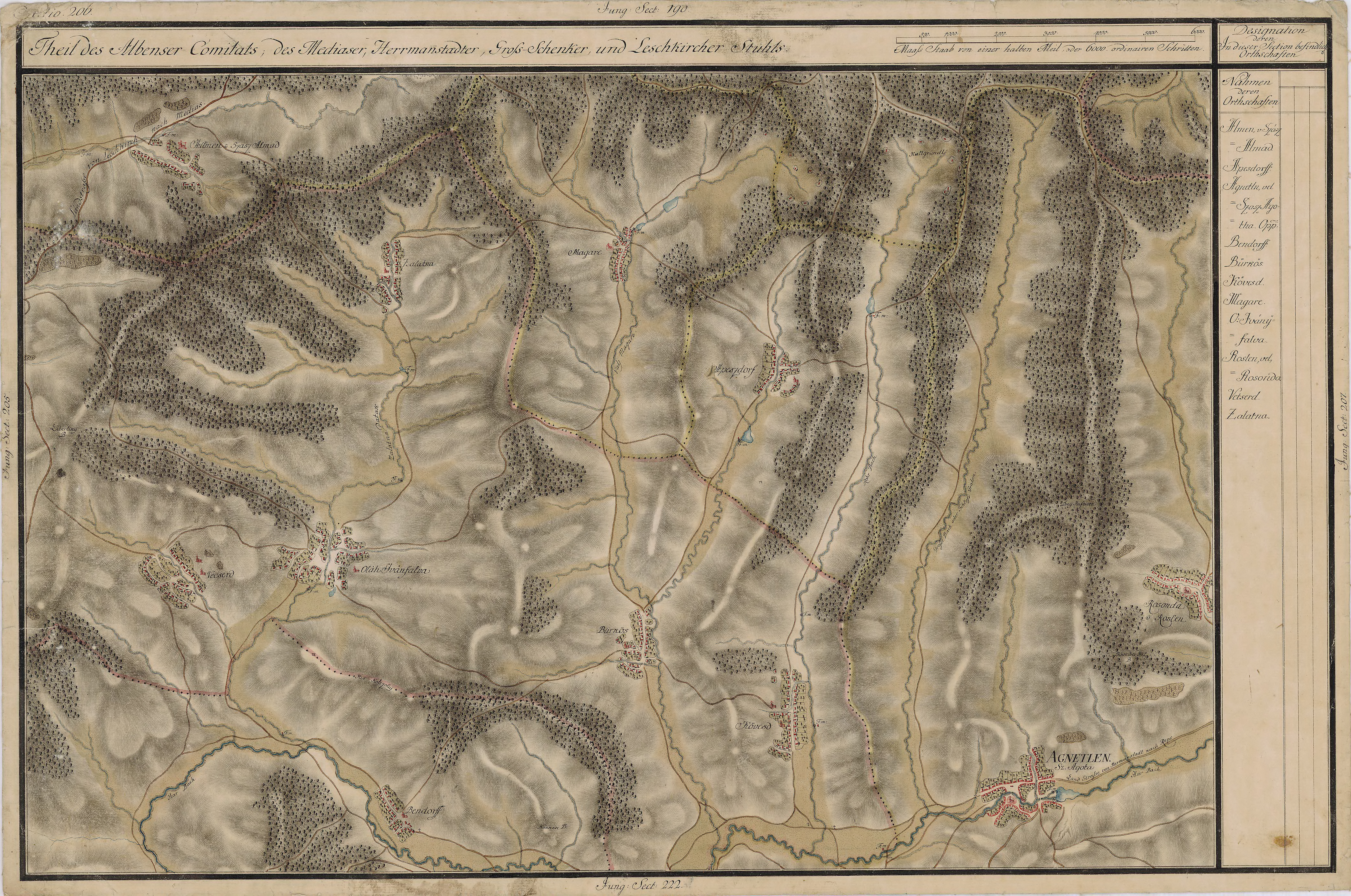
Vecsérd egy régi térképen